# Артемизија Ђентилески
Артемизија Ђентилески (итал. Artemisia Gentileschi; Рим, 8. јул 1593 — Напуљ, 1653) била је италијанска сликарка. Многе њене слике приказују жене из митова, алегорија и Библије, укључујући жртве, самоубице и ратнике. Била је позната по томе што је приказивала женску фигуру са великим натурализмом и по њеној вештини руковања бојом како би изразила димензију и драму.
Њена уметничка достигнућа дуго су била у сенци приче о Агостину Тасију који ју је силовао док је била млада, а она је мучена да би сведочила током суђења. Дуги низ година Ђентилески се сматрала куриозитетом, али су њен живот и уметност преиспитали научници у 20. и 21. веку. Она се сада сматра  као један од најпрогресивнијих  и експресивни сликарки своје генерације, уз признање њених талената које су илустровале велике изложбе у међународно цењеним институцијама ликовне уметности, као што је Национална галерија у Лондону.

## Биографија
У свет сликарства и уметности ушла је захваљујући свом оцу - сликару Орацију Ђентилескију, који је подстицао њен талент, учио је да посматра и примећује свет око себе, меша боје и машта. Научила је да црта, како да меша боје и како да слика. До 1612, када је имала 18 година, Артемизија је била позната по својим примерним талентима, а њен отац се хвалио да је, упркос томе што се бавила сликањем само три године, Артемизија била далеко најбоља.
Године 1611, Орацио је радио са Агостином Тасијем на украшавању трезора једне виле у Риму. Једног дана у мају, Таси је посетио домаћинство Ђентилески и, када је био сам са Артемизијом, силовао ју је. Њена пријатељица Ђентилескија, Тузиа, била је присутна током силовања, али је одбила да јој помогне. Са очекивањем да ће се венчати како би повратили њену врлину и обезбедили своју будућност, Артемизија је почела да има сексуалне односе са Тасијем, али је он прекршио обећање да ће је оженити. Девет месеци након силовања, када је сазнао да Артемизија и Таси неће да се венчају, њен отац Орацио је поднео тужбу против Тасија. Главно питање на суђењу била је чињеница да је Таси нарушио част породице Ђентилески, а оптужбе нису подигнуте за повреду Артемизије. Током седмомесечног суђења, откривено је да је Таси планирао да убије своју жену, да се упустио у прељубу са њом и да је планирао да украде неке од Орациових слика. На крају суђења, Таси је прогнан из Рима, иако казна никада није извршена. Током суђења, Артемизија је мучена шрафовима у циљу провере њеног сведочења. Након што јој је мајка умрла, Артемизија је била окружена углавном мушкарцима. Када је имала 17 година, Оразио је изнајмила стан на спрату њихове куће подстанарки Тузи. Артемизија се спријатељила са Тузијом; међутим, Тузиа је дозволио Агостину Тасију и Козиму Куорлију да посете Артемизију у њеном дому у више наврата. Оног дана када се догодило силовање, Артемизија је позвала Тузију за помоћ, али Тузија је једноставно игнорисала Артемизију и претварала се да не зна ништа о томе шта се догодило. Поједини историчари уметности поредили су Тузијину издају и улогу у омогућавању силовања са улогом курве која је саучесник у сексуалној експлоатацији проститутке. Слику под насловом Мајка и дете, откривену у Аустралији 1976. године, можда је насликао Ђентилески, а можда и није. Претпостављајући да је то њено дело, беба је протумачена као индиректна референца на Агостина Тасија, њеног силоватеља, јер датира из 1614. године, само две године након силовања. Приказује снажну и напаћену жену и баца светло на њену муку и изражајну уметничку способност.
Месец дана након суђења, Орацио је договорио да се његова ћерка уда за Пјетра Стјатезија. Она се преселила у Фиренцу, где је упознала знамените људе тога доба Војводу Козима де Медичи, Микелађела Буонаротија Млађег, Галилеа Галилеја и др. Слику « Јулија одсеца главу Холоферну » поклања Козиму де Медичи за Палату Пити. Он постаје њен заштитник и поручилац нових слика. Микеланђело Б. Млађи је ангажује да нацрта велико платно с нагом женом - Инклинацијом, као део свода у меморијалној галерији посвећеној његовом прадеди. Шест година које је провела у Фиренци било би одлучујуће и за Артемизијин породични живот и за професионалну каријеру. Артемизија је постала успешан дворски сликар, уживајући покровитељство куће Медичи и играјући значајну улогу у дворској култури града.
Њена уметничка била је веома успешна у Фиренци. Прва је жена која је примљена у Академију ликовних уметности (Accademia delle Arti del Disegno). Било је то на дан св. Луке (заштитника уметника и занатлија) 1915. године у Фиренци. Њен супруг Стјатези примљен је у Академију неколико година после ње. Њено познанство са Галилеом Галилејем, што се види из писма које је написала научнику 1635. године, изгледа да потиче из њених фирентинских година; заиста је можда подстакло њен приказ компаса у Алегорији склоности. Њено учешће у дворској култури Фиренце не само да јој је омогућило приступ покровитељима, већ је проширило њено образовање и изложеност уметности. Научила је да чита и пише и упознала се са музичким и позоришним представама. Такви уметнички спектакли помогли су Артемизијином приступу приказивању раскошне одеће на њеним сликама: „Артемизија је разумела да је представљање библијских или митолошких личности у савременој одећи... суштинска карактеристика приказивања спектакла дворског живота.
Године 1615. привукла је пажњу Микеланђела Буонаротија Млађег (Микеланђеловог пранећака). Заузет изградњом Казе Буонароти у част свог познатог рођака, он је замолио Артемизију - заједно са другим фирентинским уметницима, укључујући Агостина Чампелија, Сигисмонда Кокапанија, Ђована Батисте Гидонија и Занобија Розија - да доприне осликавањем плафонске слике Артемизија је тада била у поодмаклој трудноћи. Сваки уметник је добио задатак да представи алегорију врлине повезане са Микеланђелом, а Артемизији је додељена алегорија наклоности. У овом случају, Артемизија је плаћена три пута више од било ког другог уметника који учествује у серији. Артемизија је насликала  нагу младу жену која држи компас. Њена слика се налази на плафону Галерије на другом спрату. Верује се да приказана особа личи на саму уметницу. Заиста, на неколико њених слика, енергичне хероине са њених слика изгледају као аутопортрети.
Њена прва Јудита која одсеца главу Олоферну (1612–13), мања по величини, изложена је у Музеју Каподимонте у Напуљу. Уметница је била фасцинирана овом темом и познато је да постоји шест њених слика на ову тему.
На позив Чезара Ђентилеа одлази са кћерком у Ђенову. Живи у дому породице Ђентиле црта њихове портрете, те историјске личности: Марију Магдалену, Клеопатру, Лукрецију... Субина је касније одводи у Венецију, па поново у Рим, а затим у Напуљ. Љубав према сликарству покушала је пренети на кћерку, али је њу изгледа више интересовала удаја и брачни живот.
Док су били у Фиренци, Артемизија и супруг су имали петоро деце. Ђовани Батиста, Агнола и Лизабела нису преживели више од годину дана. Њихов други син, Кристофано, умро је у доби од пет година након што се Артемизија вратила у Рим. Само Пруденција је доживела одрасло доба. Пруденција је такође била позната као Палмира, што је навело неке научнике да погрешно закључе да је Артемизија имала шесто дете. Пруденција је добила име по мајци Артемизији. Она је такође била сликарка и познато је да да ју је обучавала мајка, иако се о њеном раду ништа не зна.
Франческо Солинас је 2011. открио збирку од тридесет шест писама, која датирају од 1616. до 1620. године, која додају запањујући контекст личном и финансијском животу породице Ђентилески у Фиренци. Они показују да је Артемизија имала страствену љубавну везу са богатим фирентинским племићем, по имену Франческо Марија Маринги. Њен муж, Стјатези, био је добро свестан њихове везе и одржавао је контакт са Марингијем. Толерисао је везу, вероватно зато што је Маринги био моћан савезник који је пару пружао финансијску подршку. Међутим, до 1620. године, гласине о афери су почеле да се шире на фирентинском двору и то је, у комбинацији са текућим правним и финансијским проблемима, довело до тога да се пар пресели у Рим.
Током раних 1620-их година у животу Артемизије Ђентилески је дошло до великих промена. Њен син Кристофано је умро. Тек што је стигла у Рим, њен отац Оразио је отишао у Ђенову. Чинило се да је непосредан контакт са њеним љубавником Марингијем смањен. До 1623. свако помињање њеног мужа нестаје из свих сачуваних докумената. Њен долазак у Рим пружио јој је прилику да сарађује са другим сликарима и да тражи покровитељство од широке мреже колекционара уметности у граду. Један историчар уметности је приметио да је „Артемизијина каријера у Риму је брзо узлетела, проблеми са новцем су се смањили“. Иако је понекад тешко датирати њене слике, могуће је приписати одређена Ђентилескијева дела из периода рада у Риму.
Током 1630. Артемизија се преселила у Напуљ, град богат радионицама и љубитељима уметности, у потрази за новим и уноснијим приликама за посао. Биограф из осамнаестог века Бернардо де Доминичи је спекулисао да је Артемизија била позната у Напуљу пре самог доласка. Можда ју је у Напуљ позвао војвода од Алкале, Фернандо Енрикез Афан де Рибера, који је имао три њене слике: Покајница Магдалена, Христос благосиља децу и Давид са харфом. Многи други уметници, укључујући Каравађа, Анибалеа Карачија и Сајмона Воуета, боравили су у Напуљу у неком периоду свог живота. У то време су ту радили Хосе де Рибера, Масимо Станционе и Доменикино, а касније су у град дошли и Ђовани Ланфранко као и многи други уметници. Напуљски сликарски првенац Артемизије представљен је Благовестима у Музеју Каподимонте. Насликана је убрзо након њеног доласка у Напуљ, Дете Христос спава једно је од само три Артемезијина дела од бакра за која се зна да постоје, иако је током читаве каријере радила мала дела на бакру. У суботу, 18. марта 1634, путник Булен Реимес је забележио у свом дневнику посету Артемизији и њеној ћерки Палмири („која такође слика“) са групом сународника Енглеза. Имала је везе са многим реномираним уметницима, међу којима и Масимом Станционеом, са којим је, наводи Бернардо де Доминичи, започела уметничку сарадњу засновану на правом пријатељству и уметничким сличностима. Артемизијино дело је утицало на Станзионеову употребу боја, као што се види у његовом Успењу Богородице, ц. 1630. Де' Доминичи наводи да је „Станционе научио како да компонује историју од Доменикина, али је употребу боја научио од Артемизије“. У Напуљу, она је први пут почела да ради на сликама у катедрали. На овим делима Артемизија поново показује своју способност да се прилагоди новинама тог периода и да се бави различитим темама, уместо уобичајених Јудита, Сузана, Витсавеја и покајнице Магдалене, по којима је већ била позната. Многе од ових слика настале су у сарадњи са другим уметницима.
Године 1638, Артемизија се придружила свом оцу у Лондону на двору Чарлс I Стјуарт, где је Орацио постао дворски сликар и добио важан посао украшавања алегорије плафона дела палате. Отац и ћерка су поново радили заједно, иако помагање оцу вероватно није био њен једини разлог за путовање у Лондон: краљ Чарлс ју је позвао на свој двор. Чарлс I је био ентузијастичан колекционар и доста новца је трошио на уметнине, због чега је био критикован. Уврстио је њене слике у своју колекцију.  Њен рад Давид са главом Голијата, поново је откривен у Лондону 2020. године. Историчар уметности Ђани Папи ову слику приписује Артемизијином лондонском периоду, у чланку објављеном у The Burlington Magazine. Друго дело, Susanna And The Elders, које је претходно било власништво Чарлса I, поново је откривено у Краљевској колекцији у Лондону 2023.
У последњим познатим годинама деловања јој се приписују радови који су вероватно наручени и прате традиционални приказ женског у њеним делима.

Умрла је 1653. године у Напуљу.
- Марија Магдалена - 
 дело сликарке Артемизије Ђентилески
- Сузана и старци (1610)

## Наслеђе
Била је једна од ретких жена која је имала довољно снажну индивидуалност да се издигне изнад конвенција свога доба, упорно тражећи љубав, опраштање и пуноћу живљења кроз уметност.
Артемизија је била свесна „своје позиције уметнице и тренутних представа женског односа према уметности”. То је евидентно у њеном алегоријском аутопортрету, Аутопортрет као Ла Питура, који приказује Артемизију као музу, „симболичко оличење уметности“ и као професионалну уметницу.
Истраживачки рад Gentileschi, padre e figlia (1916) Роберта Лонгија, италијанског критичара, описао је Артемизију као једину жену у Италији која је икада знала за сликање, бојење, цртање и друге основе". Он је додао: „Постоји око педесет седам дела Артемизије Ђентилески, а 94% (четрдесет девет дела) приказује жене као протагонисте или једнаке мушкарцима”. Њеним ликовима су намерно недостајале стереотипне „женске“ особине – осетљивост, плахост и слабост – и били су храбре, бунтовне и моћне личности. Критичар из деветнаестог века прокоментарисао је Артемизијину Магдалену рекавши: „нико не би могао ни замислити да је то дело жене. Рад четкицом је био смео и сигуран, и није било знака плашљивости“. По мишљењу Рејмонда Ворд Бисела, она је била итекако свесна како мушкарци гледају на жене и уметнице, због чега су њени радови били тако смели и пркосни на почетку каријере.
Пошто се Артемизија изнова и изнова враћала насилним темама као што су Јудита и Олоферн, неки историчари уметности су постулирали теорију потиснуте освете, али други историчари уметности сугеришу да је она лукаво искористила своју препознатљивост због суђења за силовање, и да је гађала тржишну нишу за мушке покровитеље, са сликама које приказују сексуално набијену уметности у којој доминирају жене.
Феминистичке ауторке, на пример, уздигли су Артемизију до статуса феминистичке иконе, што је приписивано њеним сликама страшних жена и њеном успеху као уметнице у пољу којим доминирају мушкарци, док је истовремено била самохрана мајка. Елена Килети написала је да су „Улози у Артемизијином случају веома високи, посебно за феминисткиње, јер смо уложили у њу толико наше потраге за правдом за жене, историјски и тренутно, интелектуално и политички." Феминистички настројене ауторке сугеришу да је Артемизија желела да заузме став против стереотипа о женској покорности
Њен живот је био инспирација за многе књиге, филмове и друга дела. Сузан Вриланд је објавила The Passion of Artemisia (2002), биографски роман заснован на њеном животу. Прозни роман Blood Water Paint Џој Макалоу говори о Артемизијиној причи у поетској форми. Портрет у сенци (Titan Books, 2023) Никол Џарвис је роман о Артемизијиној каријери и освети. Disobedient (2023) романсијерке Елизабет Фримантл је феминистичко препричавање Артемезијиног живота и уметности. Артемизијин живот и слика Judith Slaying Holofernes одиграли су кључну улогу у ITV овој мини серији Painted Lady (1997), са Хелен Мирен у главној улози. Епизода британске телевизијске криминалистичке серије Endeavour (2018) приказује серију убистава инспирисаних Артемизијиним библијским сликама жена које се освете мушкарцима који су их повредили или злостављали. Артемизија је била тема документарног филма Би-Би-Си-ја из 2015. године, Потрага за Артемизијом Мајкла Пејлина. Неименована слика Артемизије Ђентилески се помиње у Круни (сезона 3, епизода 1). Принц Филип, видећи слику, пита сер Ентонија Бланта ко је уметник, Блант одговара „Артемизија Ђентилески“, на шта Филип каже „Никад чуо за њега“. „Она, господине“, исправља га Блант. Она је једна од жена представљених у оквируThe Dinner Party, уметничком делу Џуди Чикаго које је први пут изложено 1979. 2020. године снимљен је документарни филм Artemisia Gentileschi, Warrior Painter, у режији Џордан Ривера.